# اما نیرا
اما چوکوگوزیام اوبی  در ۱۸ ژوئیه ۱۹۸۸ به دنیا آمد. او به‌طور حرفه ای با نام هنری اش اما نیرا شناخته می‌شود. او یک خواننده، ترانه‌سرا، بازیگر و مدل نیجریه ای‌تبار آمریکایی است.
اما نایرا در تایلر، تگزاس به دنیا آمد و بزرگ شد، جایی که تحصیلات اولیه خود را در آنجا گذراند. او از تبار ایگبو از ایالت دلتا، واقع در منطقه جنوب-جنوبی نیجریه است. در سال ۲۰۱۲، او به نیجریه رفت تا حرفه موسیقی و مدلینگ را دنبال کند.